# Kongres berliński

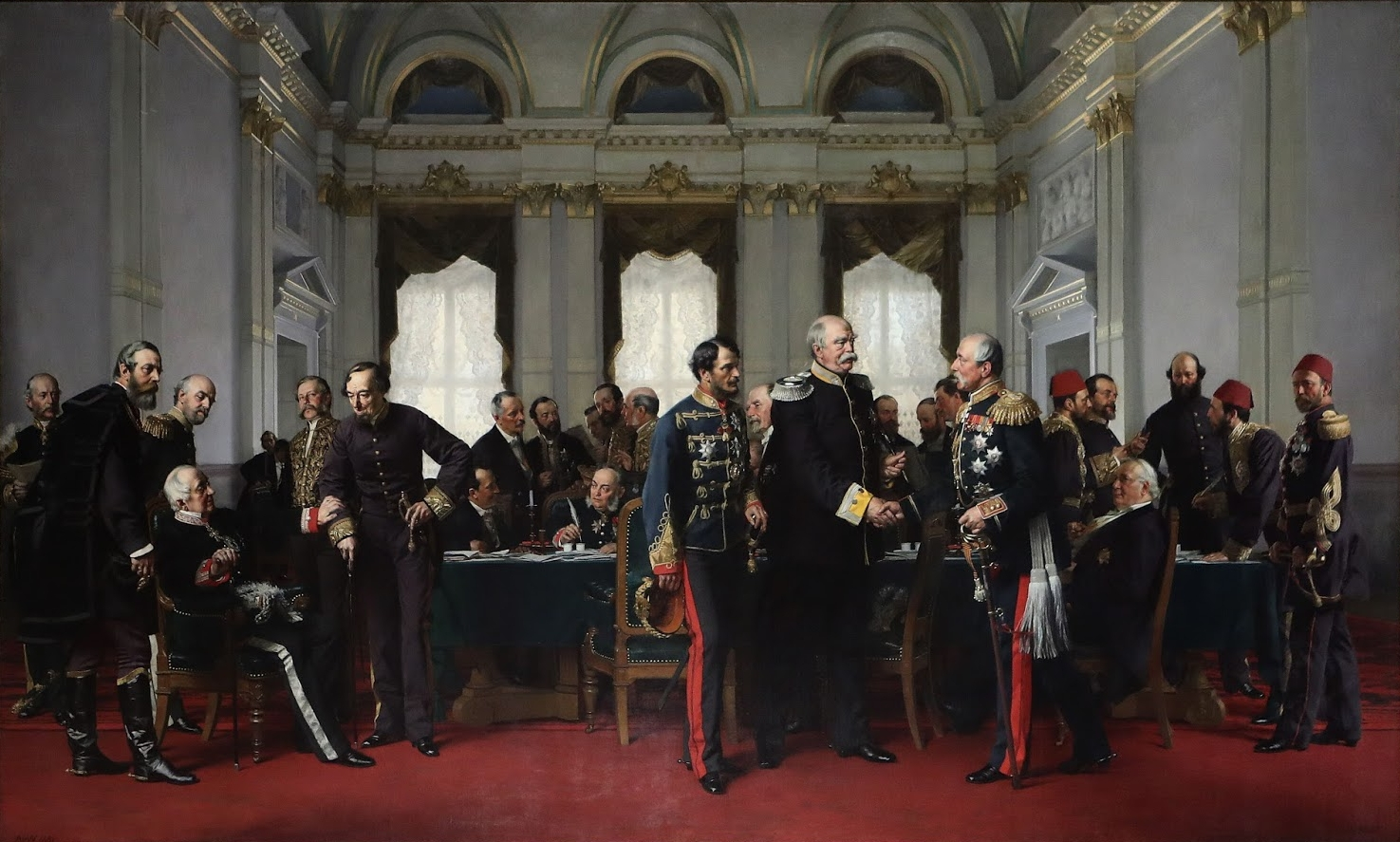
Kongres berliński na obrazie niemieckiego malarza: potężna postać Ottona von Bismarcka góruje nad otoczeniem, po lewej w pozycji siedzącej rosyjski MSZ Aleksandr Gorczakow

Kongres berliński – konferencja zorganizowana przez główne mocarstwa europejskie w Berlinie, odbywająca się od 13 czerwca do 13 lipca 1878.
Jej celem była rewizja warunków traktatu pokojowego w San Stefano (tzw. pokoju wstępnego, narzuconego przez Rosję), zawartego 3 marca 1878, który zakończył zwycięską wojnę Rosji z Turcją Osmańską – X wojnę rosyjsko-turecką (1877–1878). Był to największy kongres (tak wielki i podejmujący tak wiele spraw) od czasu kongresu wiedeńskiego (1814–1815).

## Historia
W wyniku połączenia nacjonalizmów narodów bałkańskich, nasilających się w wyniku ucisku tureckiego oraz w wyniku imperialistycznej rywalizacji między wielkimi mocarstwami europejskimi (kosztem Imperium Osmańskiego) pojawiła się tzw. „kwestia wschodnia”.
Austro-Węgry planowały ekspansję na Bałkanach. Po pokonaniu Turcji, Rosja zajęła ogromne obszary jej terytorium, a następnie podzieliła je pomiędzy swoich sojuszników na Bałkanach. W ten sposób Rosja uzyskała na Bałkanach satelicki kraj Wielkiej Bułgarii, sięgający do Morza Egejskiego. Brytyjczycy jednak nie zamierzali tolerować rosyjskich wpływów w basenie Morza Śródziemnego. Jednocześnie Austro-Węgry nie akceptowały zwiększania rosyjskich wpływów na Bałkanach i domagały się ich ograniczenia, czego Rosja odmówiła. Wielka Brytania i Austro-Węgry zaczęły więc wysuwać pogróżki wobec caratu. Wielka Brytania groziła nawet carowi Aleksandrowi II interwencją (Brytyjczycy nie chcieli dopuścić, by Rosja opanowała cieśniny tureckie). Rosja w końcu zgodziła się na konferencję, by rozstrzygnąć spory. Do Berlina przyjechali przedstawiciele wielu krajów, aby z inicjatywy Ottona von Bismarcka rozwiązać „kwestię wschodnią”.

### Przebieg

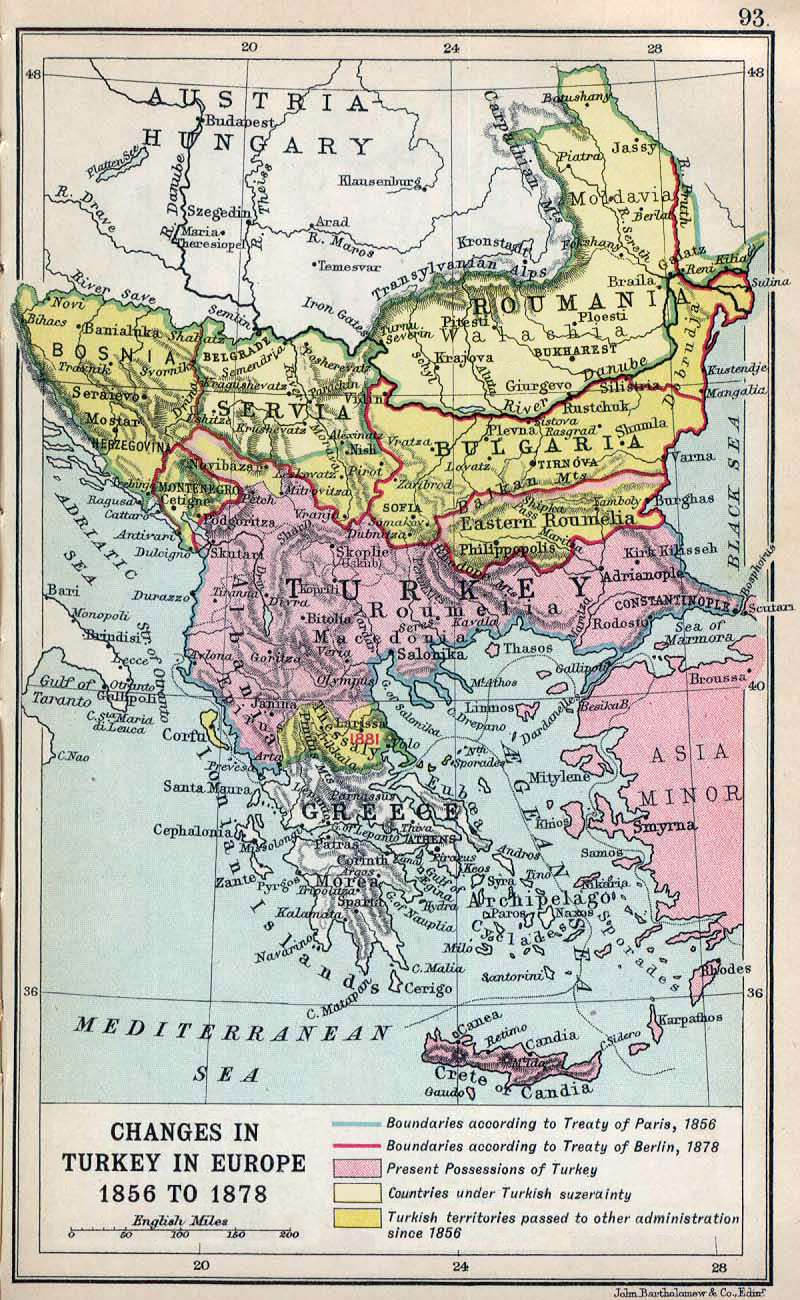
Bałkany w 1878

Językiem obrad był francuski. Spotkania miały charakter tajny i odbywały się za zamkniętymi drzwiami w pałacu kanclerskim. Pod przewodnictwem kanclerza Niemiec, Ottona von Bismarcka, kongres starał się ułagodzić Wielką Brytanię w jej dążeniach do redukcji ograniczeń nałożonych w San Stefano na Turcję. Ostatecznie, w zamian za poparcie Turcji, przyznano Wielkiej Brytanii prawo okupacji Cypru.
Rosji zakazano używania floty wojennej na Morzu Czarnym i cofnięto jej wszystkie przywileje zdobyte od końca XVIII wieku.
Austro-Węgry otrzymały pod „tymczasową opiekę” (zbrojną okupację) Bośnię z Hercegowiną (anektowane później w 1908), zamieszkałe przez Słowian południowych. Spotkało się to z niezadowoleniem Serbii, która również miała zamiar przyłączyć te ziemie, zamieszkane przez wielu Serbów. Bośnia i Hercegowina pozostały w granicach imperium tureckiego, jednak miały posiadać austro-węgierską administrację. Dodatkowo Austro-Węgry uzyskały okupację nad Sandżakiem Nowopazarskim. Serbia otrzymała część Imperium Osmańskiego, dzięki czemu podwoiła swoją powierzchnię. Zmniejszono obszar Bułgarii do 1/3 pierwotnej wielkości, podzielono na dwie części i część zwrócono Turcji. Południowa część zmieniła nazwę na Rumelię Wschodnią i stała się autonomiczną prowincją turecką. Podlegała tureckiemu sułtanowi, ale była zarządzana przez chrześcijańskiego generała-gubernatora i posiadała własną armię (po powstaniu w 1885 została przyłączona do Bułgarii). Bułgaria została księstwem (→Księstwo Bułgarii), uznano także niepodległość Czarnogóry, Rumunii i Serbii. Czarnogóra nie mogła posiadać floty wojennej, ponieważ obawiano się, że będą to okręty rosyjskie pod banderą Czarnogóry. Została wprowadzona wolność żeglugi na Dunaju. Zobowiązano Turcję do zagwarantowania bezpieczeństwa Ormianom zamieszkującym państwo (z czego Turcja później jednak nie wywiązała się).
Rezultat konferencji był niekorzystny dla Rosji; zwycięzca odchodził prawie z niczym. Wielka Brytania – hojna w rozdawnictwie cudzych ziem – zaproponowała Rosji jako zadośćuczynienie Kaukaz, co z kolei doprowadziło do wysunięcia nowych żądań przez Francję. Francuzi twierdzili, że skoro Wielka Brytania ma przejąć kontrolę nad Cyprem (uważanym przez Francję za leżący w strefie jej wpływów), to Francja powinna otrzymać rekompensatę. Brytyjczycy ponownie zaoferowali cudze terytorium – Tunezję, turecką prowincję – leżącą na wschód od Algierii, którą Francuzi okupowali od 1830. Francuzi przyjęli propozycję uznając, że nikt nie będzie im przeszkadzał w kolonizowaniu kolejnych części Afryki. Rozpoczęcie francuskiej ekspansji w Afryce sprawiło, że Francja stała się największym po Wielkiej Brytanii mocarstwem kolonialnym (→francuskie imperium kolonialne).

### Zakończenie
Brytyjski premier Benjamin Disraeli stwierdził, że na kongresie osiągnięto „honorowy pokój”. Jednakże nie były z niego zadowolone Rosja i kraje bałkańskie. Z pomocą zwycięskiej Rosji zyskały małe państwa, lekceważone przez mocarstwa. Kongres berliński ukształtował nowy podział części świata. Bezpośrednio po nim wydawało się, że w Europie zapanował spokój. Rosja opuściła kongres skrzywdzona, jednak zyskała sławę obrońcy uciśnionych Słowian. Swoją niechęć skierowała głównie w stronę Niemiec, a szczególnie przeciw Bismarckowi, co miało wpływać na zawarty wcześniej sojusz Trzech Cesarzy.
Do 1897 Wielka Brytania udzielała poparcia Turcji przed ekspansją Rosji, jednak zaprzestała po pierwszych rzeziach Ormian.